# Kasukabe (Saitama)
Kasukabe (春日部) je město v prefektuře Saitama v regionu Kantó na ostrově Honšú v Japonsku.

## Partnerská města
- Pasadena, Spojené státy americké (1997)